# أسونسيون غوميز بيريز
أسونسيون غوميز بيريز (بالإسبانية: Asunción Gómez Pérez)‏ هي عَالِمَة حاسوب إسبانية، ولدت في 3 سبتمبر 1967 في أزواغا في إسبانيا.